# 영국령 인도양 지역의 문장

영국령 인도양 지역의 문장

영국령 인도양 지역의 중형 문장

영국령 인도양 지역의 문장은 1990년 영토 설립 25주년에 채택되었다. 문잠의 중심, 방패, 야자 나무와 St. . . 야자 나무와 왕관은 또한 영국령 인도양 지역의 기에 있다.